# 埃尔格拉多
埃尔格拉多，是西班牙阿拉贡自治区韦斯卡省的一个市镇。总面积64平方公里，总人口518人（2001年），人口密度8人/平方公里。